# 白帶黑紋尖胸沫蟬
白帶黑紋尖胸沫蟬（学名：Aphrophora memorabilis）为尖胸沫蟬科尖胸沫蟬屬下的一个种。